# Lalande-en-Son
Lalande-en-Son là một xã thuộc tỉnh Oise trong vùng Hauts-de-France tây bắc nước Pháp. nước Pháp. Xã này nằm ở khu vực có độ cao trung bình 187 mét trên mực nước biển.